# Motorvägsolyckan utanför Svedala 2004
Motorvägsolyckan utanför Svedala 2004 inträffade 19 oktober 2004 på E65 utanför Svedala.

## Beskrivning
Vid 19-tiden körde en ungerskregistrerad lastbil från åkeriet Horváth Rudolf av Sassnitz-färjan i Trelleborg. Chauffören hade druckit fyra starköl och var kraftigt berusad. Han lade sig och sov, men efter 15 minuter vaknade han igen och trodde att det var morgon. Han körde mot Malmö och svängde, utan att ha någon aning om det, in på E65 mot Ystad. Strax förstod han att han körde åt fel håll. Plötsligt gjorde föraren en u-sväng mitt på motorvägen och körde i 2,5 km mot trafiken. Flera bilar fick väja för att inte bli påkörda. 
En bil, med en familj innehållandes två vuxna och två barn, hann inte väja och frontalkrockade med lastbilen. Alla i familjen avled direkt. Föraren i lastbilen klarade sig utan svårare skador. Även en kvinna i annan bil omkom. 
När polisen grep mannen hittade de flera öppna och urdruckna flaskor i lastbilshytten och en timme efter olyckorna hade han 1,82 promille i blodet.

## Dom
Lastbilsföraren häktades 22 oktober på sannolika skäl misstänkt för grovt rattfylleri, grovt vållande till annans död och grov vårdslöshet i trafik. Rättegången hölls i november och föraren dömdes till 4 års fängelse samt 50.000 kronor i skadestånd till två anhöriga.

## Konsekvenser
Domen fick mycket hård kritik från allmänheten. Det gjorde att polisen utökade sina kontroller. Regeringen föreslog en ny lag som ska höja straffen för denna typ av brott.
Det är annars ett faktum att utländska förare kunnat bete sig precis som de velat, eftersom böter inte behövt betalas. Indrivning av böter sker inte vid vägkanten i Sverige, vilket görs för utlänningar i vissa länder.[källa behövs] Indrivning har inte fungerat över gränserna, och endast svenska körkort kan återkallas i Sverige. Vid grövre rattfylleri har fängelse dömts ut, men det har varit svårt att verkställa. Endast vid vållande till annans död och liknande får förarna ett straff, eftersom de då kan häktas i väntan på rättegång.